# Cyrtochilum murinum
Cyrtochilum murinum är en orkidéart som först beskrevs av Heinrich Gustav Reichenbach, och fick sitt nu gällande namn av Friedrich Fritz Wilhelm Ludwig Kraenzlin. Cyrtochilum murinum ingår i släktet Cyrtochilum, och familjen orkidéer. Inga underarter finns listade i Catalogue of Life.